# 2022年興達發電廠停機事故
2022年興達發電廠停機事故，或稱33停電事故、303停電事故、三三全臺大停電，是指2022年3月3日9時7分起在臺灣各地發生的大規模無預警停電事件，超過550萬戶受到影響，尤其以南部停電至當日晚上或次日較為嚴重，起因為台灣電力公司興達發電廠開關場故障。

## 事故起因
興達電廠開關場因操作人員失誤，未依照標準程序填充絕緣氣體，導致設備出現問題，9台發電機組無法送出電力，使南部電力系統的電力輸出能力瞬間下降，龍崎超高壓變電所無法反應，且因變電所連結南部電力系統與核三廠、大林電廠的電力配置，導致變電所無法將電力送出，進而影響到全台的電力系統。

## 過程
2022年3月3日上午09時07分，南部電力系統發生故障，導致南部區域停電，中部區域和北部區域的電力系統也受到影響而卸載。

### 用電曲線
3月2日至3月7日用電紀錄。可看出事發後有一天多的時間核能發電進入保護狀態完全停機，直到3月6日凌晨才恢復到原先發電量。

## 影響
整起事件造成552.9萬戶受到影響，分別為台北市50萬戶、新北市89萬戶、桃園市19萬戶、新竹縣市10萬戶、苗栗縣8萬戶、台中市41萬戶、彰化縣12萬戶、南投縣8萬戶、雲林縣11萬戶、嘉義縣市7萬戶、台南市35萬戶、高雄市185萬戶、屏東縣62萬戶、基隆市6萬戶、宜蘭縣4萬戶、花蓮縣2萬戶、台東縣3萬戶、澎湖縣9,000戶，金門縣、連江縣未受影響。另外也造成328件電梯受困案件，共救出395人。高雄輕軌及高雄捷運停駛，導致4起受困案。電梯受困案件328起，桃園市14起，新北市68起，台北市49起，台中市6起，台南市30起，屏東縣19起，15起火災警報。台南市東區，高雄市17個區域停水。
受停电影响，2022年3月3日，高雄市两名老人因家用呼吸机无法供氧而死亡。3月8日，高雄市市長陳其邁表示，高雄市政府法制局已經成立單一窗口，協助市民向台電求償。
2022年3月3日入夜後，台南、高雄和屏東區域二度停電，對居民造成困擾。台電表示，日落導致太陽能的電量供應減少，因此需減少部分饋線的負載，使電力系統保持穩定。
台電董事長楊偉甫及台電總經理鍾炳利請辭以示負責，經濟部長王美花也向行政院院長蘇貞昌提出自請處分。
受此影響，中華民國總統蔡英文與2022年3月來訪的前美國國務卿邁克·蓬佩奧的白天網路直播會突取消。不過雖然仍停電，當晚在台北的點燈活動仍將進行，不受影響。

## 補償措施
王美花表示，台電會給予工業及家庭用戶9.5折，停電大於6小時則給予9折。

## 評論
3月3日，台灣玻璃工業董事長兼中華民國工商協進會理事長林伯豐呼籲，蔡英文政府要面對缺電的事實，重新規劃能源政策，且不應該把核能發電排除在外。
3月3日，前中華民國總統陳水扁於臉書發文表示，王美花應負的政治責任，不是自請處分，而是請辭下台。
3月4日，鴻海集團創辦人郭台銘於臉書發文稱，台灣面臨缺電挑戰，需預做準備，而非陷入個別問題之爭；大停電或許與缺電無關，但執政者應長遠考慮，轉型期間做好準備，有備無患；建議舉辦提高層級的能源會議，深入檢討，提出方案。
3月10日，中華民國消費者文教基金會呼籲，面對將來仍然無法完全排除的停電危機，蔡英文政府應重新評估各項電力建設計畫，務實檢討能源政策，成立「獨立電業監管機制」，由電業及產業等專業人員管理監督，以確保台灣電力正常運作；如果蔡英文政府確有犧牲全國民生消費者用電的錯誤政策，應該重新檢討。
3月12日，臺北市市長兼台灣民眾黨創黨主席柯文哲諷刺，蔡英文政府一開始說「停電不是缺電」，那麼再下一個名詞就是「限電也不是缺電」。中國國民黨文化傳播委員會主任委員凌濤表示，蘇貞昌在立法院面對能源政策議題，只有狂妄傲慢，不斷違反《立法院議事規則》對質詢他的立委「反質詢」，扯東扯西就是為了迴避承諾「不缺電」的政治責任。